# Feldbergfest

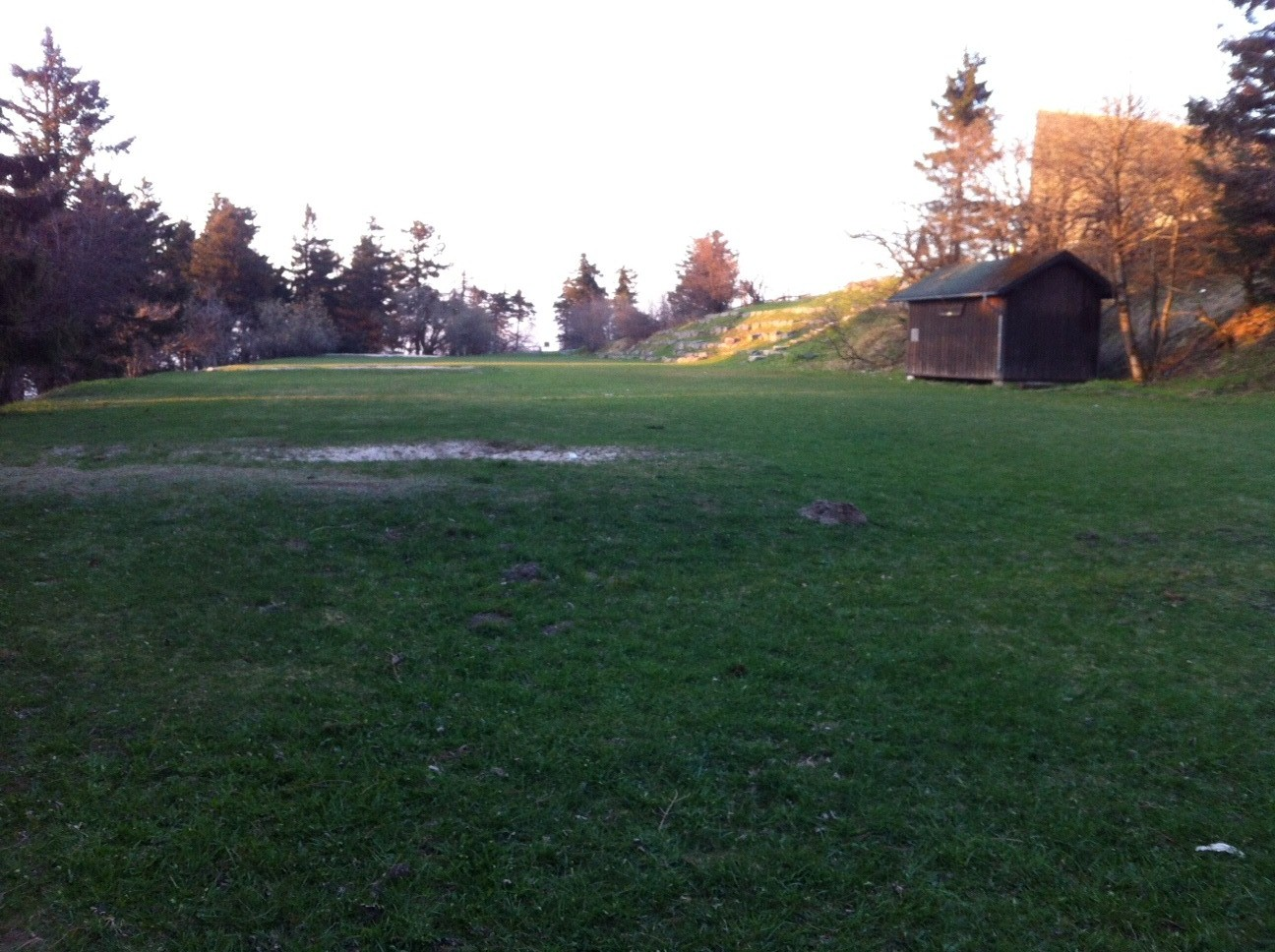
Feldbergfest-Platz auf dem Großen Feldberg 2015

Das mehrtägige, traditionelle Feldbergfest (auch Feldbergturnfest genannt) auf dem Großen Feldberg (879 m ü. NHN), dem höchsten Berg im hessischen Taunus, ist das älteste Bergturnfest Deutschlands, das 1844 erstmals stattfand. Es war ein Meilenstein der Turnbewegung und wurde im Rahmen der Restauration zeitweise verboten. Im Jahr 2006 fand das 150. Feldbergfest statt.

## Geschichte

### Vorgeschichte
Nach der gewonnenen Völkerschlacht bei Leipzig im Jahre 1813 wurden auf vielen Bergen Freudenfeuer entzündet. Berge galten Anfang des 19. Jahrhunderts unter patriotisch denkenden Bürgern – und damit auch der Turnbewegung – als ein Symbol für Freiheit und Einheit. Eine große Veranstaltung dieser Art mit tausenden von Teilnehmern fand am 18. Oktober 1814 mit Ernst Moritz Arndt als Hauptredner auf dem Großen Feldberg statt, um den Sieg in den Befreiungskriegen zu feiern. Turnvereine nutzen Berggipfel auch deshalb rasch als Ziele von Wander- und Turnfahrten.

### Das erste Feldbergfest 1844
1842 gründet der spätere Gründer des Taunusklubs und begeisterte Turner, August Ravenstein gemeinsam mit dem Usinger Fritz Emminghaus eine „Kommission für die Erbauung eines Hauses auf dem Feldberg“ mit dem Ziel ein Wanderheim sowie einen Aussichtsturm zu errichten (der dann 1902 errichtet wurde).

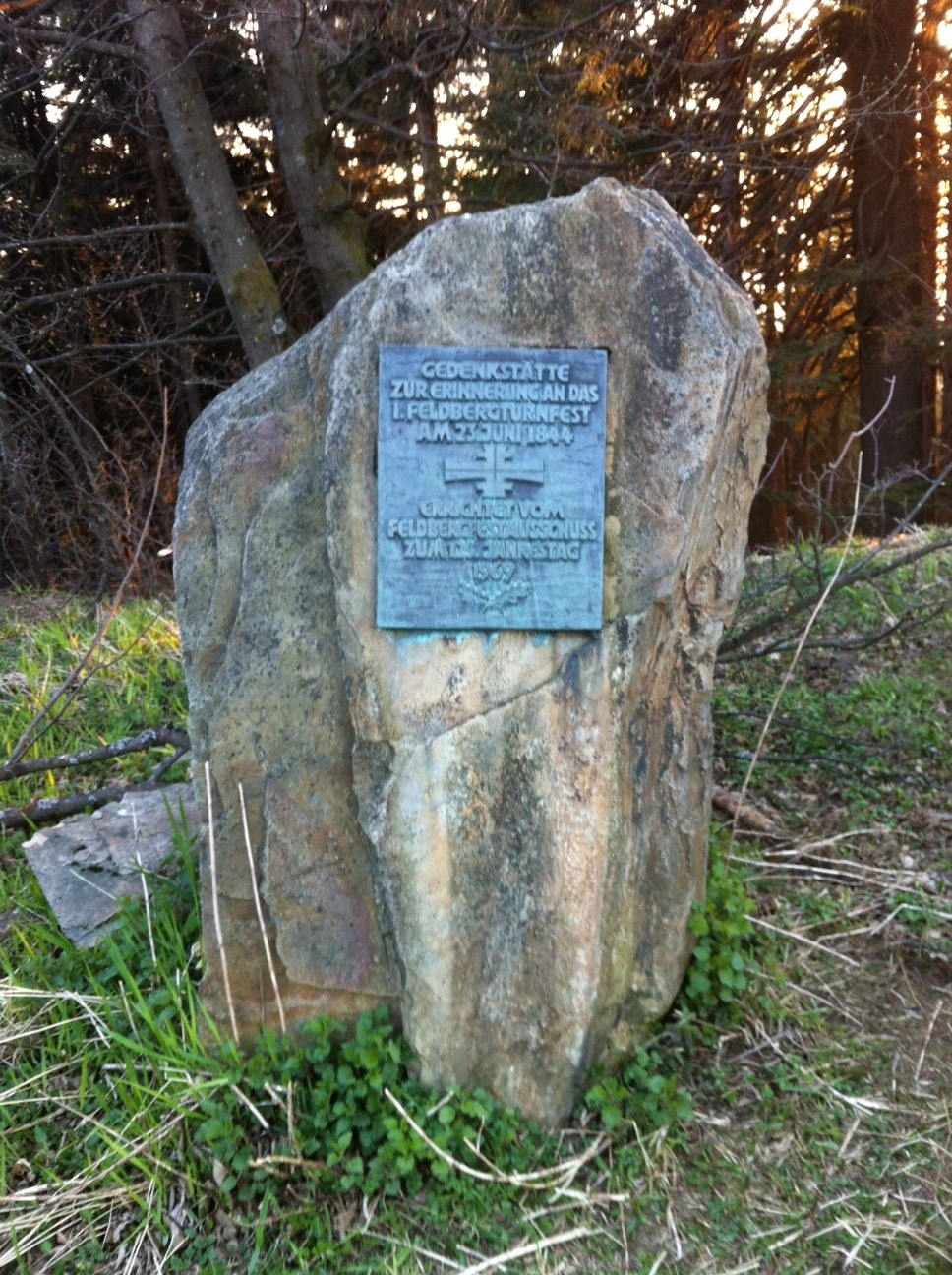
Gedenkstein an das erste Feldbergfest

Um Geld für dieses Bauvorhaben zu gewinnen, wurden Turner und Sänger zum ersten Feldbergfest am 23. Juni 1844 eingeladen. Der Aufruf hatte ungeahnten Erfolg. Über 200 aktive Turner und 6.000 Besucher wurden gezählt. Infolgedessen wurde die jährliche Fortsetzung dieser Veranstaltung beschlossen.

### Das Feldbergfest und die Restauration
In den folgenden vier Jahren fanden die Feldbergfeste mit wachsender Teilnehmerzahl statt. 1848 wurden 10.000 Besucher gezählt.
Mit dem Scheitern der Märzrevolution 1849 setzte in Deutschland eine Verfolgung der Turnbewegung ein, die auch das Feldbergfest beeinträchtigte. Das Verbot des Festes 1849 durch Landgraf Ferdinand von Hessen-Homburg ließ sich noch durch ein Ausweichen auf Nassauisches Gebiet am Altkönig vermeiden. Der Versuch, statt des Feldbergfestes „wandernde Volksfeste“ zu veranstalten ist nur teilweise erfolgreich. Die Veranstaltungen werden verboten und durch die Polizei aufgelöst. Stattdessen erfolgen jährliche Wanderungen zum Feldberg.

### Das Feldbergfest als Tradition
Erst am 15. Juli 1860 wurde das ursprüngliche Feldbergfest wieder durchgeführt. Im gleichen Jahr wird das Feldberghaus eingeweiht. Die „Kommission für die Erbauung eines Hauses auf dem Feldberg“ hatte damit ihren Zweck erfüllt; die weitere Planung und Durchführung wurde durch den „Feldbergfest Ausschuß“ betrieben. Mit Ausnahme der Kriegsjahre wird seither jährlich im Sommer das Feldbergfest durchgeführt.
2006 fand die Veranstaltung zum 150. Mal statt.

## Gründung weiterer Bergturnfeste
Der Erfolg des Feldbergturnfestes führte in der zweiten Hälfte des 19. Jahrhunderts zu weiteren Bergturnfesten, beispielsweise das Elm-Bergturnfest bei Braunschweig (1866), das Meißner-Bergfest (1897) oder das Rhönbergfest (1905). Heute findet eine Vielzahl von Bergturnfesten statt (siehe unter Weblinks).